# Закладка (компьютер)
Закладка (англ. bookmark) — избранная, любимая интернет-ссылка в браузере или выбранное место (позиция) в тексте.
В браузерах Firefox и Opera закладки хранятся в специальном файле и вызываются через меню Закладки (Bookmarks). В Internet Explorer закладки хранятся в виде ярлыков в специальной папке Избранное (Favorites) и вызываются через одноимённое меню.
Также есть возможность пользоваться сервисами социальных закладок, позволяющими хранить их в интернет и делиться с друзьями.
Помимо сервиса социальных закладок, также есть возможность пользоваться персональными сервисами, позволяющими хранить Закладки в интернете, не делясь ими ни с кем. Обычно, для пользования таким сервисом, предоставляющий его проект выпускает соответствующий бар для каждого интернет-браузера, — хотя, бывают и исключения.
Примеры сервисов, предоставляющие бар для браузера:
- Яндекс.Бар
- Google Toolbar